# Méthode de Moore
 (novembre 2016).
Si vous disposez d'ouvrages ou d'articles de référence ou si vous connaissez des sites web de qualité traitant du thème abordé ici, merci de compléter l'article en donnant les références utiles à sa vérifiabilité et en les liant à la section « Notes et références ».
La méthode de Moore est une méthode d'enseignement des mathématiques nommée d'après Robert Lee Moore qui utilisa une version plus extrême de la version moderne. L'enseignement est construit principalement sur les choix des élèves. Au lieu d'utiliser des livres scolaires, les élèves se voient donner une liste de définitions et de théorèmes qu'ils doivent prouver ou présenter en classe.
Les partisans[Lesquels ?] de cette méthode ont le sentiment qu'elle éveille en l'élève une profonde compréhension des constructions et des résultats fondamentaux qu'une simple écoute ne suffirait. D'autres[Qui ?] soutiennent que cette méthode ne peut couvrir l'ensemble d'un programme que l'enseignement classique couvre.

## Citations
- « J'entends, j'oublie. Je vois, je me rappelle. Je fais, je comprends. » (Proverbe chinois favori de Moore, cité dans I Want to Be a Mathematician: An Automathography in Three Parts, Springer-Verlag, 1985).
- That student is taught the best who is told the least. Moore.